# Jossart N'Yoka Longo
 (mai 2021).
Pour les articles homonymes, voir Longo.
Joseph Roger N'Yoka M'Vula, dit Jossart N'Yoka Longo, né le 7 septembre 1953 à Kinshasa en République démocratique du Congo, est un chanteur, auteur-compositeur-interprète et producteur congolais.
Après un début de carrière au sein du groupe Bel Guide National en 1967, il devient le 3e membre, après Papa Wemba et Félix Manuaku Waku, du groupe mythique Zaïko Langa Langa, dont il s'impose plus tard comme le principal dirigeant.
Sa première chanson parue, La tout neige, en 1970, connaît un grand succès et culmine dans les charts zaïrois pendant de nombreuses semaines à partir d'août 1971.
Au cours de sa longue carrière, il compose de nombreux tubes, dont Sentiment Awa, Dédé sur mesure, SVP Mbey ainsi que Paiement cash.
Il devient, en 1982, l'un des fondateurs du label ProZal, abréviation de Production Zaïko Langa Langa, qui assure la production de l'ensemble qu'il dirige.
Au total, Jossart N'Yoka Longo a participé vocalement à 31 albums studio officiels de Zaïko Langa Langa sur 33, et a publié plus d'une cinquantaine de singles durant les années 1970 et début 1980.
En tant que leader de Zaïko Langa Langa, il joue dans de nombreuses scènes internationales d'Europe, d'Amérique, d'Asie et d'Afrique, notamment le Zénith de Paris, l'Elysée Montmartre, le Bataclan, le Cirque d'Hiver ou encore La Madeleine.
Deux de ses chansons, Nalali pongi et Sentiment Awa, ont été élues "Meilleure chanson de l'année" par la presse zaïroise, respectivement en 1976 et 1979,.
Déjà une légende confirmée et un personnage mythique de la musique congolaise, il a été décoré en décembre 2015 par l'ex-président Joseph Kabila dans l'Ordre National des Héros Nationaux « Kabila-Lumumba » en tant que Chevalier.
Il a été élu PCA de la Socoda, la Société congolaise des droits d’auteur et des droits voisins en septembre 2021.

## Biographie

### Enfance et débuts musicaux (1953-1969)
Jossart N'Yoka Longo, né le 7 septembre 1953, à Léopoldville, l'actuelle Kinshasa, en République démocratique du Congo, de Élisabeth Saka Mayamba et Daniel M'Vula Malembe d'origines angolaises.
Il est le deuxième et dernier enfant de cette famille. Sa sœur aînée se nommait Albertine Longo. Jossart signifie « José sera artiste ». Il a fait ses études secondaires au collège Albert Ier.
Le jeune Joseph a grandi dans la commune de Ndjili. Il n'avait pas l'intention de devenir musicien. Il était proche de nombreux prêtres. Il appréciait la musique du groupe de jeunes Los Nickelos, qui l'a influencé ainsi que ses collègues du futur orchestre Zaïko.
Jossart N'Yoka Longo commence ses activités musicales en chantant dans une paroisse, avant de rejoindre en 1967 le groupe de jeunes Bel Guide National, qui s'est dissout en 1969, après que l'administrateur D.V. Moanda soit séduit par la voix d'un jeune visiteur lors d'une répétition, un certain Jules Shungu Wembadio, plus tard connu sous le nom de Papa Wemba. Ce dernier interprète la chanson Adios Théthé de Tabu Ley Rochereau, accompagné de Manuaku à la guitare. Le lendemain, 24 décembre, lors d'une réunion, les administrateurs de Bel Guide décident de dissoudre le groupe et d'en former un autre en gardant Jules et des membres choisis du groupe nouvellement disloqué, dont N'Yoka Longo et Félix Manuaku Waku. Ils créent alors le groupe Zaïko Langa Langa. Tabu Ley était le parrain de la nouvelle ossature. Zaïko incarne des années plus tard toute une génération et laisse plusieurs marques déposées, dont le style actuel du « sebene », appelé aussi partie dansante.

### Parcours chez Zaïko Langa Langa (depuis 1970)
Le 24 mars 1970, N'Yoka Longo faisait partie des chanteurs qui se sont produits lors du premier concert de Zaïko Langa Langa au Dancing Hawaï à Kinshasa, et sort son premier titre, La Tout Neige, en 1970, l'un des tubes de la genèse du groupe.
En 1971, lorsque le président Mobutu impose la suppression des noms occidentaux et chrétiens aux citoyens zaïrois, Jossart se rebaptise N'Yoka Longo M'Vula. Il prend le nom « Longo » du nom de sa sœur.
En 1973, Zaïko Langa Langa devient pour la première fois « Meilleur orchestre du Zaïre 1973 », et encore une fois l'année suivante. La sœur aînée de N'Yoka Longo décède en 1973, à 22 ans.
L'orchestre Zaïko publie un deuxième album qu'ils intitulent Plaisir à l'ouest Afrique en 1976, enregistré pendant leur tournée ghanéenne sous la direction d’Henri Bowane. N'Yoka Longo signe les titres Ma, Bomuana et Saloti.
Jossart immortalise sa tristesse due à cette dure epreuve dans la chanson Nalali Pongi (sortie plus tard en 1976), qui lui est dédiée. La chanson a été récompensée « Meilleure chanson de l'année » toujours en 1976, et a valu au groupe le prix « Meilleur orchestre de l'année ».
En 1977, il est sélectionné avec Likinga Redo, Manuaku Waku et Mbuta Mashakado pour rejoindre l'Orchestre National du Zaïre (ONAZA), où il a l'occasion de chanter avec Tabu Ley Rochereau, et participe avec eux au Deuxième Festival mondial des arts et de la culture noirs et africains (FESTAC 77) organisé à Lagos, Nigeria. Sa chanson Nalali Pongi a été inscrite au répertoire de l'orchestre.

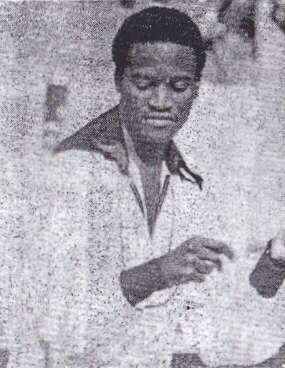
Jossart N’Yoka Longo en 1979.

N'Yoka Longo enregistre en 1979 une deuxième version du titre Sentiment Awa, qui lui a valu la deuxième position dans le classement des meilleurs auteurs de l'année. Le groupe a été classé quatrième meilleur groupe de l'année. En septembre 1981, le groupe souffre à nouveau une défection lorsqu’Evoloko Jocker, Bozi Boziana et bien d’autres quittent le groupe pour créer les Langa Langa Stars.
Le troisième LP de Zaïko Langa Langa, Gitta présente le Tout-choc Zaïko Langa Langa, sort en 1981. N'Yoka Longo signe deux chansons : Mobembo et Confiance. Dans l'album suivant, Tout Choc, sorti en 1982, il compose Amour Suicide.
Ces deux albums ont été enregistrés à Bruxelles en 1980 avant la création de Langa Langa Stars, ainsi que la rupture du groupe avec leur producteur Verckys Kiamuangana, en 1981. Le cinquième album du groupe (également le premier double album) a été enregistré avant la rupture du contrat, mais sort en septembre 1982 sous le titre Nkolo Mboka, dans lequel Jossart enregistre le tube SOS Maya.
Lors de la présentation officielle de l'album, le 30 octobre 1982, des animateurs ont été présentés pour la première fois en musique congolaise moderne. Ce phénomène est devenu omniprésent dans d'autres genres musicaux africains, dont le coupé-décalé. Son introduction est créditée au groupe, mais personnellement à N'Yoka Longo.
Après le décès de D.V. Moanda en janvier 1984, Jossart N'Yoka Longo devient le leader du groupe Zaïko Langa Langa, succédant Teddy Sukami, qui lance sa carrière solo en 1981.
N'Yoka ne participe pas vocalement au dixième album de Zaïko, On gagne le Procès, paru en 1984. Aux côtés de Matima, il dirige artistiquement le groupe.
Dans les 2 albums parus en 1985 du groupe (Zaïko Eyi Nkisi et Tala Modèle Echanger), N'Yoka Longo compose respectivement les chansons SVP Mbey et Daïd'ano.
Trois albums voient le jour en 1986. Jossart signe le titre Paiement Cash dans l'album Pusa Kuna...Serrez ! Serrez !
N'Yoka Longo figure dans la liste de membres qui partent en tournée japonaise en octobre 1986, où ils enregistrent leur 16e album intitulé Nippon Banzai. Jossart signe deux reprises dans le medley : SVP Mbey et Sentiment Awa.
En début de l'année 1987, une guerre de leadership éclate entre les administrateurs de Zaïko, ce qui provoque en mai de l'année suivante une scission de l'ensemble en deux factions. La nouvelle faction contenant un énorme pourcentage de l'ossature originale, le groupe Zaïko Langa Langa Familia Dei, était dirigée par Bimi Ombale, Bakunde Ilo Pablo et Lengi Lenga.
Du côté de N'Yoka Longo, avec huit musiciens restants, le recrutement commence afin de remettre en place le gros navire Zaïko Langa Langa. De nombreux entretiens polémiques avec des chroniqueurs musicaux ont eu lieu, dans lesquels Jossart et ses anciens collègues, s'envoyaient des piques,.
Avant cette scission, en décembre 1987, paraît l'album Subissez les Conséquences dans lequel N'Yoka Longo participe vocalement, mais ne signe aucun titre.
L'année suivante, Jossart et sa troupe enregistrent à Bruxelles leur 18e album, Jetez l'éponge, qui suit le concept Nippon Banzai, dans lequel il signe deux reprises : SOS Maya et Pa Oki.
De 1991 à 1993, Jossart N'Yoka Longo est nommé directeur de la Soneca, la Société nationale des éditeurs, compositeurs et auteurs.
En 1992, il est arrêté aux côtés de Koffi Olomidé après avoir été convoqué au procureur général de Kinshasa pour des animations obscènes dans leurs chansons. Ils sont libérés trois jours après et reprennent leurs activités musicales.
Entre 1990 et 1991, Zaïko Langa Langa sort deux albums : Içi ça va ! Fungola motema et Jamais sans nous. N'Yoka Longo compose Dédé; ce titre, devenu rapidement célèbre, est remixé dans l'album suivant, Avis de Recherche, en 1995. Le titre Zekira, est aussi signé par lui-même, ainsi que Nzete ya Mbila, Molingano, Mukaji, et pour finir, la reprise d'Amour suicide. L'opus était normalement le premier album solo de N'Yoka Longo.
Cette année-là, le groupe est en tournée européenne pour deux ans. Pendant la tournée, ils produisent les albums Sans Issue et Backline Lesson One, le premier en 1996 et le deuxième en 1997.
Le 2 octobre 1998, paraît Nous y sommes, le 24e album de Zaïko Langa Langa. L'opus contient sept titres, dont il en compose deux : les reprises de Paiement Cash et Amando. Le but de l'opus est principalement de montrer les capabilités des nouveaux membres du groupe.
Fin 1999, l'album Poison sort avec 10 titres, dont il est crédité comme auteur sur 2 : Liloba et Tonton Ben B.
En 2001 sort le maxi-single Feeling dont il composé deux : Daniel et Tshibawu.

#### Concert au Zénith de Paris et dernière tournée européenne (2002-2009)
Le 7 septembre 2002, à l'occasion de son 49e anniversaire, Jossart N'Yoka Longo conduit le Zaïko Langa Langa sur la scène du Zénith de Paris, où ils donnent un concert de 5 heures à guichets fermés. Ainsi une autre tournée européenne du groupe, mais aussi une période de sept ans pendant laquelle le groupe est bloqué à Bruxelles, en manque de documents légaux.
En novembre 2003, il est arrêté en Belgique pour possession de faux visas, mais est ensuite libéré sous caution par le gouvernement congolais.
Pendant la période de 7 ans en Europe, tout en enchaînant concert après concert, trois albums voient le jour : Euréka, Empreinte et Rencontres.
Dans Euréka, il signe deux titres : Eza Nga ! et Ngoma.
Dans Empreinte, paru le 3 décembre 2004, il signe quatre titres : Qui dit mieux, Jusqu'où (en duo avec Sam Mangwana), Les 19 minutes de Ngwasuma et une reprise de Nzete ya Mbila (avec les filles de son ancien parrain, Gustave Bongo).
Pour l'album Rencontres, sorti le 7 septembre 2007, N'Yoka Longo invite certains de ses anciens collègues dont Beniko Zangilu Popolipo, le guitariste Bopol Mansiamina, Malage, ainsi qu'une de ses influences, le chanteur Tony Dee Bokito, ancien membre de Los Nickelos. L'album ne connaît pas une grande campagne de promotion, comme les précédents, mais celui-ci passe inaperçu. Il compose dans l'album le titre Amour pluriel.
Après cette longue période : Jossart N'Yoka Longo décide de rentrer à Kinshasa.
Il y retourne en février 2009 avec seulement 8 musiciens, car une grande partie de la composition initiale du groupe au début de la tournée, est restée en Europe et a ensuite formé un groupe éphémère nommé Les Stars de Zaïko.

#### Retour à Kinshasa (2010-2019)
En juillet 2010, N'Yoka Longo a reçu des instruments neufs de la part des gouverneurs de Kinshasa et de Brazzaville après que Zaïko Langa Langa ait été sacré "Meilleur orchestre du cinquantenaire des deux Congo".
Le 6 août 2011, N'Yoka Longo et Zaïko Langa Langa reviennent sur le marché musical avec un nouvel album intitulé Bande Annonce, dans lequel il est crédité comme compositeur de toutes les chansons, sauf Eka, composée par Tony Dee. L'opus rencontre un franc succès puis la danse "Mukongo ya Koba" ("le dos de la tortue" en lingala) fut plébiscitée « Meilleure danse » aux neuvièmes éditions du trophée Muana Mboka.
Le 2 août 2014, ils sortent le EP Sisikaaaaaahh ! Moto na moto na..., un remix de Bande Annonce, après la popularité de leur danse Maman Siska.
D'octobre 2018 à avril 2019, le groupe se rend aux États-Unis pour une tournée.

#### Cinquantenaire de Zaïko Langa Langa
Le 7 septembre 2019, l'album Sève est sorti dans les bacs en honneur des festivités du 50e anniversaire de l'ensemble. Il signe 7 titres : Système ya Benda, Yaka M, Alita wanyi, Sielumuka, Ambiance Eyenga et les reprises d'Amour pluriel et Boh.
Après plus de dix ans d'absence sur les scènes européennes, N'Yoka Longo et Zaïko Langa Langa se produisent au Palais des beaux-arts de Bruxelles le 29 février 2020 pour fêter le jubilé d'or du groupe.

## Discographie
La liste suivante est les albums auxquels N'Yoka Longo a participé :

### Avec Zaïko Langa Langa
● 1974 : Non Stop Dancing
- 1976 : Plaisir de l'Ouest Afrique (volumes 1 et 2)
- 1981 : Gitta Production présente le Tout-Choc Zaïko Langa-Langa
- 1982 : Tout choc
- 1982 : Nkolo mboka (volumes 1 et 2)
- 1983 : La tout neige, Christine & Nalali mpongui
- 1983 : L'orchestre de tous les âges
- 1983 : Muvaro / Etape
- 1983 : Zekete Zekete 2è épisode
- 1984 : On gagne le procès (en tant que directeur artistique)
- 1984 : Tout-choc Anti-choc Zaïko Langa Langa en Europe
- 1985 : Zaïko eyi nkisi
- 1985 : Tala modèle échanger
- 1986 : Eh Ngoss ! Eh Ngoss ! Eh Ngoss !
- 1986 : Pusa kuna... Serrez serrez
- 1986 : Nippon Banzai
- 1987 : Papa Omar
- 1987 : Subissez les conséquences
- 1989 : Jetez l'éponge
- 1990 : Ici ça va... Fungola motema
- 1991 : Jamais sans nous
- 1995 : Avis de Recherche
- 1996 : Sans Issue
- 1997 : Backline Lesson One
- 1998 : Nous y sommes
- 1999 : Poison
- 2002 : Euréka !
- 2004 : Empreinte
- 2007 : Rencontres
- 2011 : Bande Annonce
- 2014 : Sisikaaaaaahh! (Bande-Annonce)
- 2019 : Sève

### Albums et chansons collaboratifs
- 1982 : Bilombe Bakutani (avec Papa Wemba et Bimi Ombale)
- 1985 : Tout Bouge 2e Épisode (avec Mavuela Somo)
- 1998 : Franc Congolais : Mwana Pwo
- 1998 : Les Plus Grandes Stars chantent pour l'Amour de leur cher Congo
- 2005 : Sans reproche et Aimer c'est quoi (avec Beniko Popolipo, Malage de Lugendo et Luciana Demingongo)